# Endiandra crassiflora
Endiandra crassiflora är en lagerväxtart som beskrevs av C. T. White & Francis. Endiandra crassiflora ingår i släktet Endiandra och familjen lagerväxter. Inga underarter finns listade i Catalogue of Life.